# Nassau-Dietz-Kaserne
Die Nassau-Dietz-Kaserne (bis 1983 Legerplaats Budel) ist eine ehemalige Bundeswehrkaserne im Dorf Budel der niederländischen Gemeinde Cranendonck.
Erbaut im Jahre 1956 unterhielt die Luftwaffe der Bundeswehr von 1963 bis Ende 2005 in der Heide von Budel die Kaserne zur Grundausbildung von Rekruten des infanteristischen Objektschutzes. Die Kaserne wurde bis 2014 von den niederländischen Streitkräften genutzt. Heute ist sie eine Asylbewerberunterkunft.

## Geschichte
Die Stationierung von deutschen Truppen geschah aufgrund eines Staatsvertrages zwischen  den Niederlanden und Deutschland vom 17. Januar 1963, dem Budel-Seedorf-Abkommen, das im Austausch mit der Stationierung von niederländischen Heeresverbänden in Seedorf eine Stationierung von infanteristischen Luftwaffeneinheiten in einer Kaserne ähnlicher Größe in Budel vorsah. Die ersten deutschen Soldaten zogen dann am 1. Juni 1963 auf dem Legerplaats ein.
Von 1963 bis 1996 waren dort in wechselnder Stärke von zehn resp. zwölf Kompanien die Bataillone I und II des Luftwaffenausbildungsregiment 2 stationiert. Das dritte Bataillon war mit vier Kompanien in Ulmen disloziert.
Nach einer Umstrukturierung der Luftwaffenausbildung wurde in Budel von 1997 bis 2005 das Luftwaffenausbildungsregiment 1 mit den Kompanien 1. – 5. und 16. stationiert.
1964 folgte das schwere Heeres-Betriebsstofftransportbataillon 961 und im Oktober 1972 bis zur Auflösung des Bataillons Mitte 1986 waren dort die 1./-, 2./- und 6./Sanitätsbataillon 110 des Heeres stationiert. Die 3./- bis 5./110 waren als Geräteinheiten in Uedem am Niederrhein disloziert.
Bis 1980 waren in Budel ebenfalls Feldjäger des III. Zuges der 3./FJgBtl 730 stationiert. Diese Einheit wurde aufgrund der Umgliederung des Bataillons auf die Heeresstruktur IV 1980 in die 8./FJgBtl 730 umbenannt. Diese Kompanie wurde dann letztendlich Anfang 1993 aufgelöst.
Die Kaserne wurde nach Aufkündigung des Budel-Seedorf-Abkommens vom 15. September 2004 schließlich 2005 den Niederländern übergeben. Am 28. Februar 2014 wurde die militärische Nutzung der Kaserne mit einem Zeremoniell durch die niederländischen Streitkräfte beendet. Seitdem dient sie als Auffanglager für Asylbewerber.

## Wissenswertes
- Berufssoldaten und Soldaten auf Zeit sowie die zivilen Bediensteten erhielten eine Auslandszulage, die Grundwehrdienstleistenden den doppelten Wehrsold.
- Das Stammpersonal wohnte außerhalb der Kaserne in einer eigens dafür errichteten Siedlung mit eigener, deutscher Schule.[3]
- In der Kaserne befand sich ein Duty-Free-Shop zum Erwerb diverser Waren (Zigaretten, Alkohol, Parfum, Lebensmittel, ein Elektronikshop von Philips usw.) auf Rationskarte.
- Des Weiteren gab es ein Kino (Limbra-Theater) auf dem Gelände, dessen Name sich aus den Anfangsbuchstaben der Provinzen Limburg und Brabant ableitet, auf deren Grenze es lag.